# C/2021 A1 (Leonard)
C/2021 A1 (Leonard) ou Cometa Leonard é um cometa, com uma trajetória hiperbólica, descoberto por Gregory J. Leonard do Observatório do Monte Lemmon em 3 de janeiro de 2021.
Foi o primeiro cometa descoberto em 2021 e tem uma órbita retrógrada de 80.000 anos. Em 12 de dezembro de 2021, o cometa esteve a uma distância de 0,233 au (34,9 milhões de km) da Terra e em 18 de dezembro de 2021 ficou a uma distância de 0,0283 au (4 230 000 km) de Vênus. Ele chegou ao periélio em 3 de janeiro de 2022, exatamente um ano após sua descoberta. Não correspondeu a expecativa que se acreditava que seria visível a olho nu a partir de dezembro de 2021, com magnitude aparente de 4,0.
Em 12 de dezembro de 2021, Leonard esteve em seu ponto mais próximo da trajetória da Terra, a quase 35 milhões de quilômetros de distância.
Por volta dessa data, antes do amanhecer, Leonard foi visto a olho nu em quase qualquer lugar do mundo.

Animação da órbita do cometa C/2021 A1 ao redor do Sol
·····